# Gefleckte Taubnessel
Die Gefleckte Taubnessel (Lamium maculatum) ist eine Pflanzenart, die zur Gattung der Taubnesseln (Lamium) innerhalb der Familie der Lippenblütengewächse (Lamiaceae) gehört. Sie ist nicht mit der Brennnessel verwandt. Namensgebend sowohl für das wissenschaftliche Artepitheton maculatum als auch ihren deutschsprachigen Trivialnamen gilt die gefleckte Unterlippe.

## Beschreibung

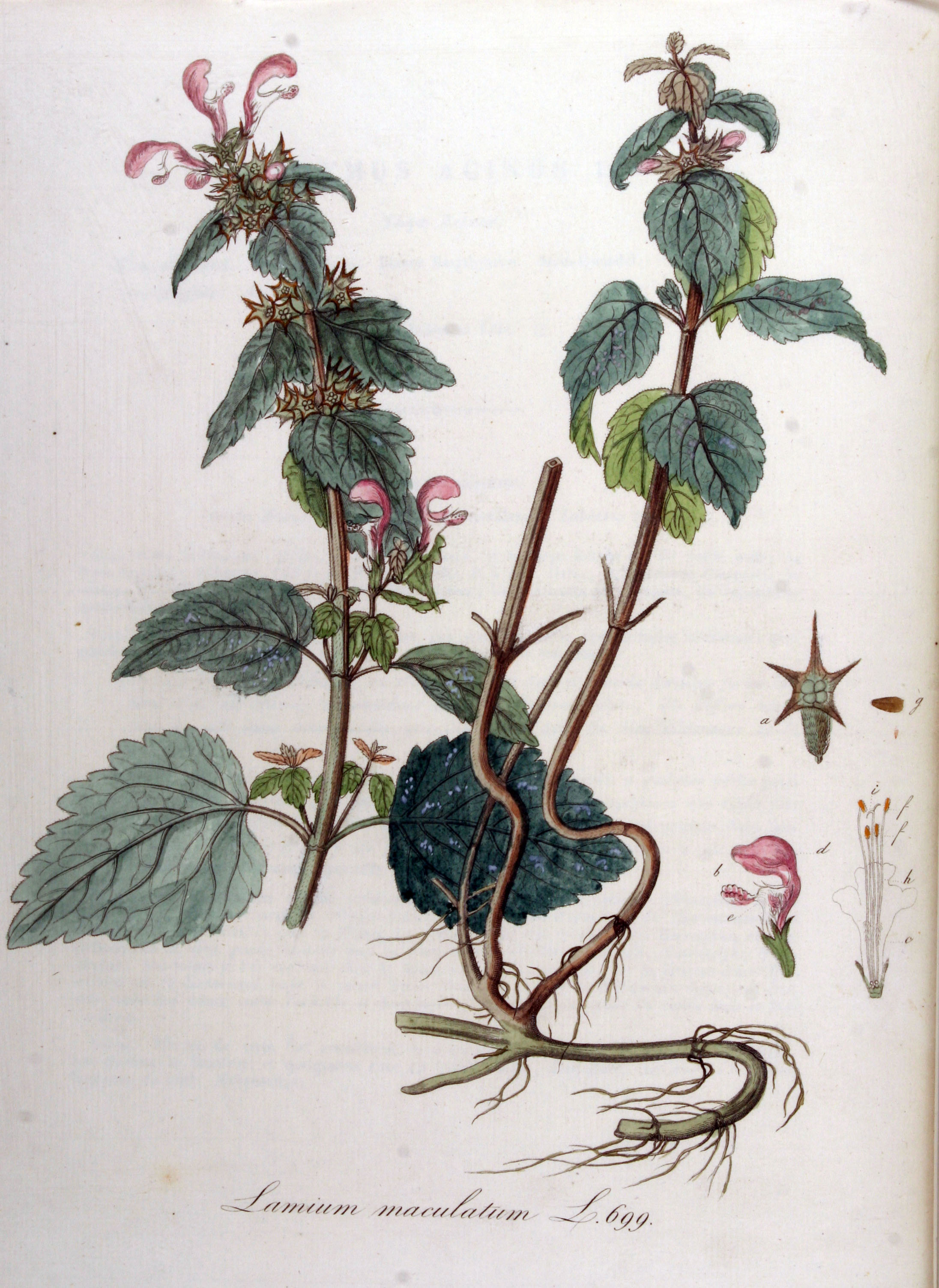
Illustration aus Flora Batava, Volume 9

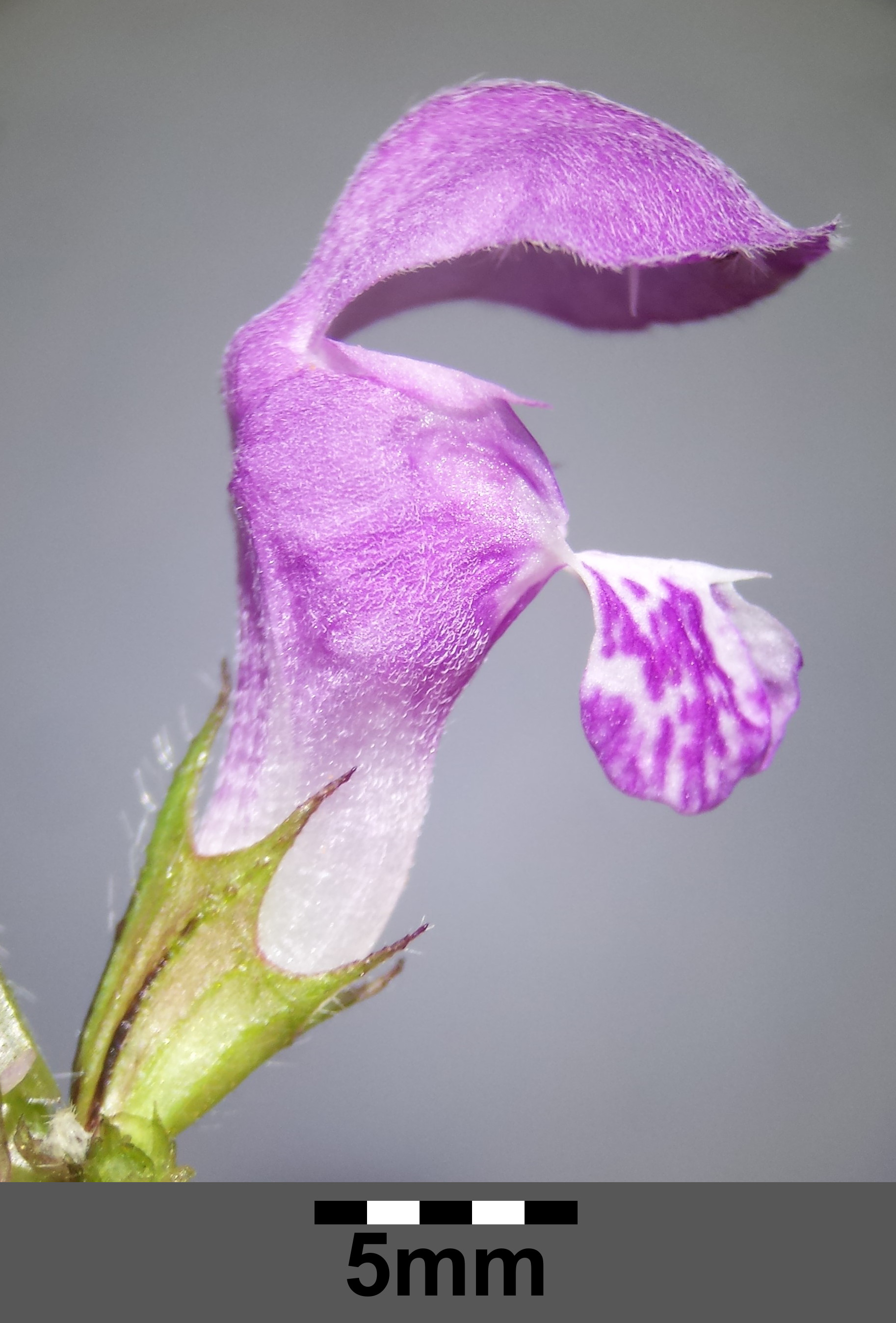
Die Kronröhre ist aufwärts gebogen

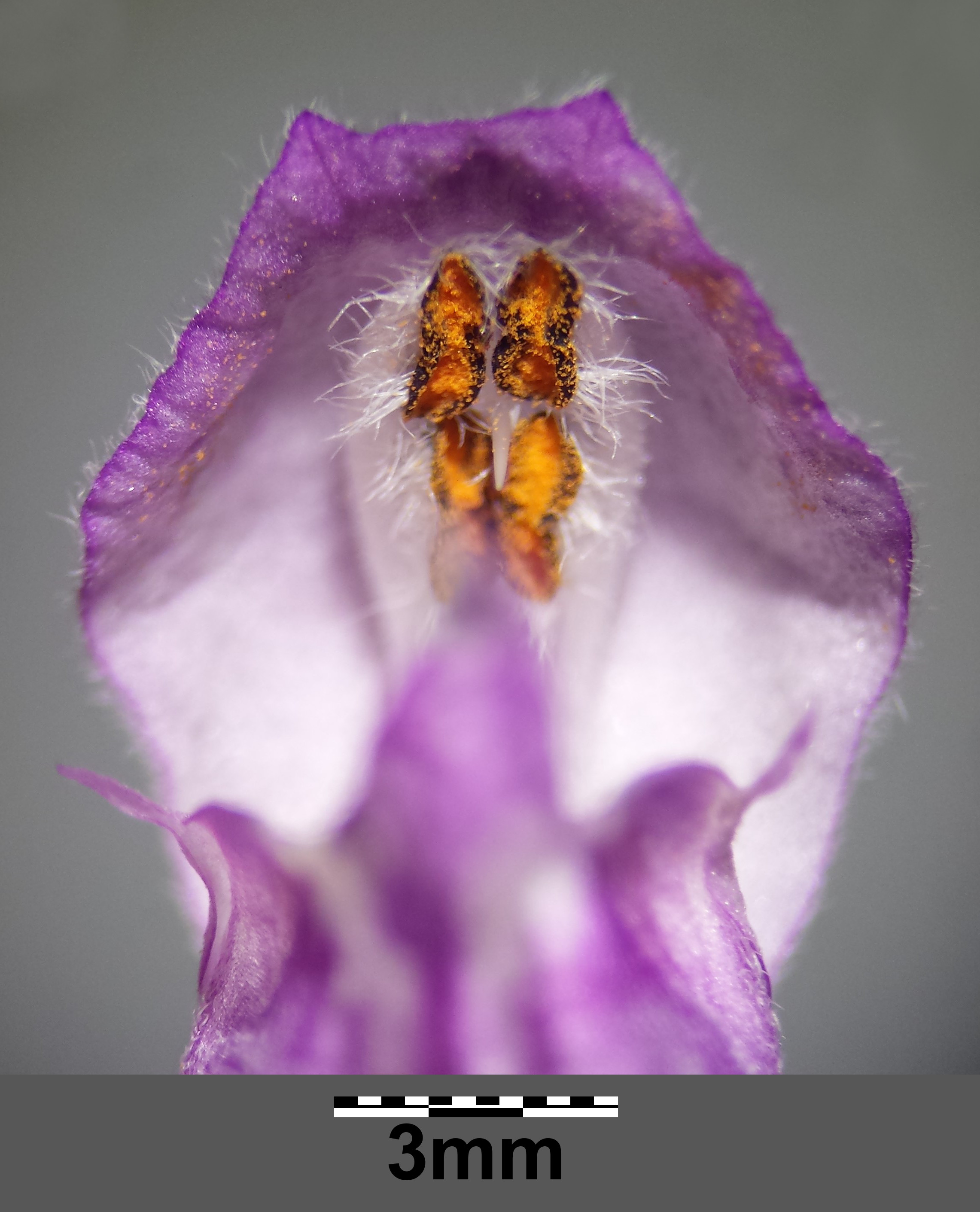
Die Staubbeutel sind bebärtet

### Erscheinungsbild
Die sehr variable Gefleckte Taubnessel wächst meist als ausdauernde, selten als einjährige krautige Pflanze und erreicht Wuchshöhen von meist 30 bis 50 (20 bis 80) Zentimetern. Sie ist sommergrün oder wintergrün. Die Blühfähigkeit ist bereits im ersten Wuchsjahr gegeben. Sie bildet ober- und bleiche unterirdische Ausläufer. Der nur am Grunde verzweigte, vierkantige, hohle Stängel ist im unteren Bereich oft kahl, sonst spärlich abstehend weiß flaumig behaart und häufig rot angelaufen. Die vier Stängelkanten sind durch Kollenchym versteift.

### Blätter
Die gegenständig am Stängel angeordneten Laubblätter sind in Blattstiel und -spreite gegliedert. Der relativ dünne Blattstiel ist 1,5 bis 3 oder 4 Zentimeter lang, wobei die unteren Laubblätter länger gestielt sind als die oberen. Die weich behaarte Blattspreite ist dunkelgrün und bilden in ihrer Blattmitte, besonders im Winter, einen weißlichen Längsstreifen aus. Die einfache Blattspreite ist bei einer Länge von meist 2,5 bis 5 (1 bis 8) Zentimetern sowie einer Breite von meist 2 bis 3 (1,5 bis 7) Zentimetern eiförmig, eiförmig-dreieckig bis herzförmig mit fast gestutzter bis breit-keilförmiger Spreitenbasis und zur Blattspitze verläuft die Spreite lang zugespitzt. Der Blattrand ist grob doppelt gezähnt.

### Blütenstand und Blüte
Die Blütezeit reicht in Mitteleuropa gewöhnlich von April bis November. Die Scheinquirle stehen in den Blattachseln der oberen Blattpaare gewöhnlich in drei bis acht Etagen übereinander. Meist acht (zwei bis zwölf) Blüten sind in einem Scheinquirl angeordnet. Die Deckblätter sind bei einer Länge von 2 bis 3 Millimetern linealisch und bewimpert.
Die zwittrige Blüte ist zygomorph und fünfzählig mit doppelter Blütenhülle. Die fünf Kelchblätter sind glockenförmig verwachsen. Der grüne, 10 bis 35 Millimeter lange Kelch ist fünfrippig, bis auf die behaarten Nerven kahl und ist an seiner Basis ungefleckt. Die fünf annähernd gleichen Kelchzähne sind gerade oder ausgebreitet und bei einer Länge von 5 bis 6 Millimetern linealisch-lanzettlich mit bewimperten Rand. Die fünf Kronblätter sind verwachsen. Die tiefrosa- bis purpurfarbene, selten weiße Krone ist 20 bis 25, selten bis zu 30 Millimeter lang. Die an ihrer Basis etwa 2 Millimeter breite Kronröhre besitzt eine charakteristische Aufwärtskrümmung. Innen ist sie mit einem waagrechten Haarring versehen. Die helmförmige Oberlippe ist gerade und bei einer Länge von etwa 7 Millimetern länglich mit gewelltem Rand und im unteren Bereich verschmälert sowie etwa gebogen. Die dreizipfelige Unterlippe besitzt ein auffälliges Fleckenmuster, das teilweise als Saftmal gedeutet, den Weg zum Nektar weist. Die Unterlippe besitzt zwei kleine fast kreisförmige Seitenlappen, die in einen pfriemlichen Fortsatz endenden. Der große Mittellappen ist ausgerandet und gezähnelt. Die vier Staubblätter, zwei längere und zwei kürzere, überragen die Kronoberlippe nicht, sie enden dicht unter ihr. Die Staubfäden neigen sich gewöhnlich zusammen. Die dunkel-purpurfarbenen oder violett-braunen Staubbeutel enthalten orangefarbenen bis roten Pollen. Zwei Fruchtblätter sind zu einem oberständigen Fruchtknoten verwachsen, der durch eine echte und falsche Scheidewand fast bis zum Grund in vier kahle Fächer geteilt, zwischen denen sich der scheinbar grundständige Griffel gekrönt von zwei Narben befindet.

### Frucht
Die Klausenfrucht zerfällt bei Reife in vier einsamige Teilfrüchte, die als Klausen bezeichnet werden. Diese besitzen einen basalen Ölkörper. Die Klausen sind etwa 3 Millimeter lang, olivgrün und glatt.

### Chromosomenzahl
Die Chromosomengrundzahl beträgt x = 9; es liegt Diploidie mit einer Chromosomenzahl von 2n = 18 vor.

## Ökologie
Die Gefleckte Taubnessel wächst meist als ausdauernder, oft wintergrüner Hemikryptophyt und Schaftpflanze, selten auch als Spreizklimmer. Die optimale Lichtnutzung wird dadurch erreicht, dass die unteren Blätter länger als die oberen gestielt sind.

### Bestäubungsökologie

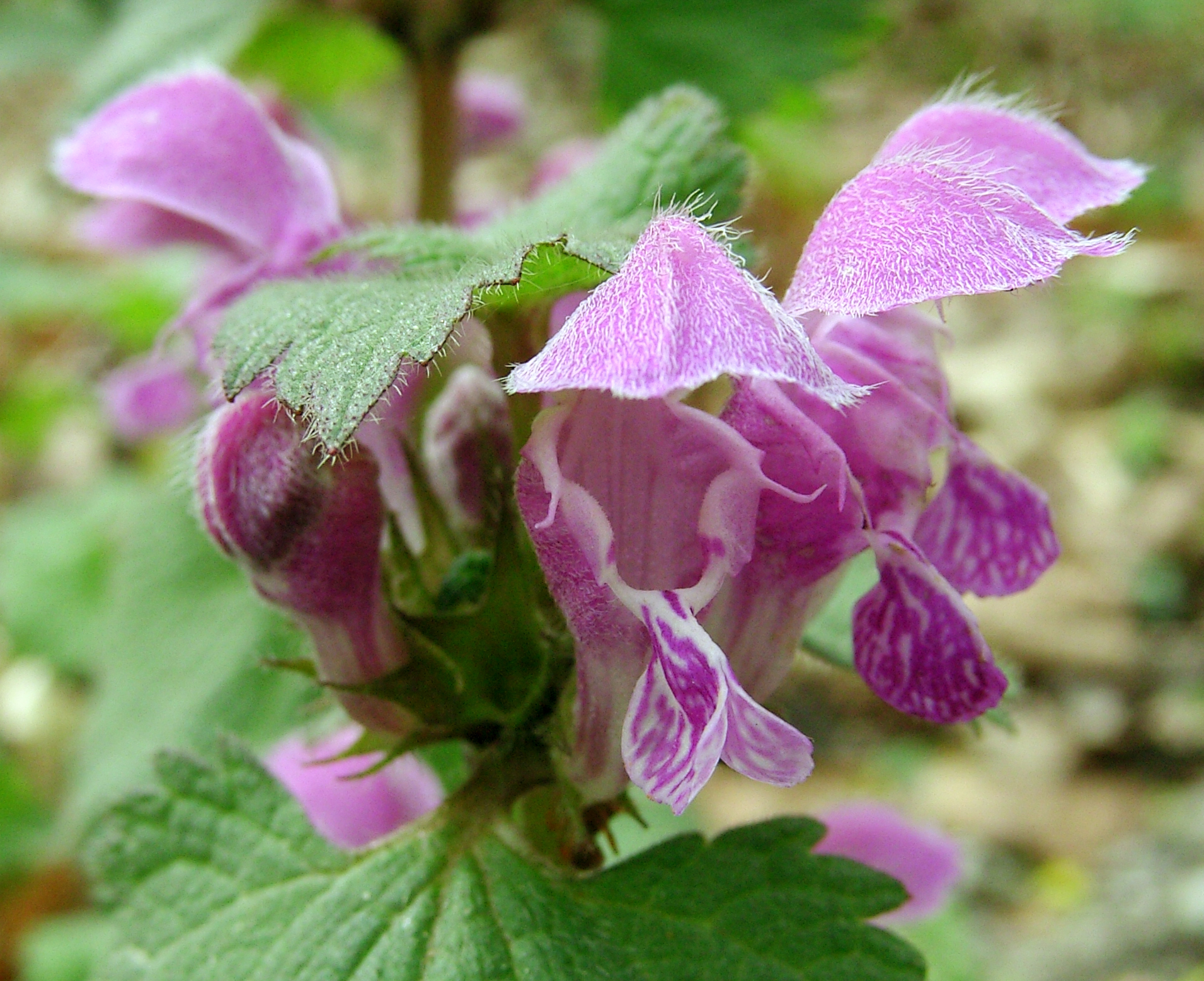
Scheinquirl mit zygomorphen Blüten

Die Blüte der Gefleckten Taubnessel zählt blütenbiologisch zum Typ der homogamen Eigentlichen Lippenblume. Signalwirkung auf Bestäuber besitzt die stark duftende und mit Saftmalen versehene Unterlippe. Die Saftmale weisen zum Blütenzentrum, wo an der Basis der Kronröhre zuckerreicher Nektar (42 %) abgegeben wird, der nur langrüsseligen Insekten zugänglich ist. Als typische Bestäuber fungieren Hummeln. Erdbienen beißen die Kronröhre bisweilen seitlich an, um an den Nektar zu gelangen. Als Nektarräuber dienen sie nicht der Bestäubung.
Beim Einkriechen des Bestäubers in die Kronröhre verschiebt sich die Oberlippe gelenkartig nach hinten. Narbe und Staubbeutel berühren so nacheinander den Rücken des Insekts.

### Ausbreitungsökologie
Die Klausen werden gewöhnlich von Ameisen, die vom ölhaltigen Anhängsel, dem Elaiosom, angelockt werden, aufgesucht und verschleppt. Neben der Ameisenausbreitung verfügt die Gefleckte Taubnessel auch über die Möglichkeit der Selbstausbreitung. Durch den bei Fruchtreife trocken werdenden Kelch werden in der Fruchtwand Spannungen erzeugt, so dass Selbstausstreuung stattfindet.
Über ihre Ausläufer breitet sich die Gefleckte Taubnessel auch vegetativ aus.

## Vorkommen

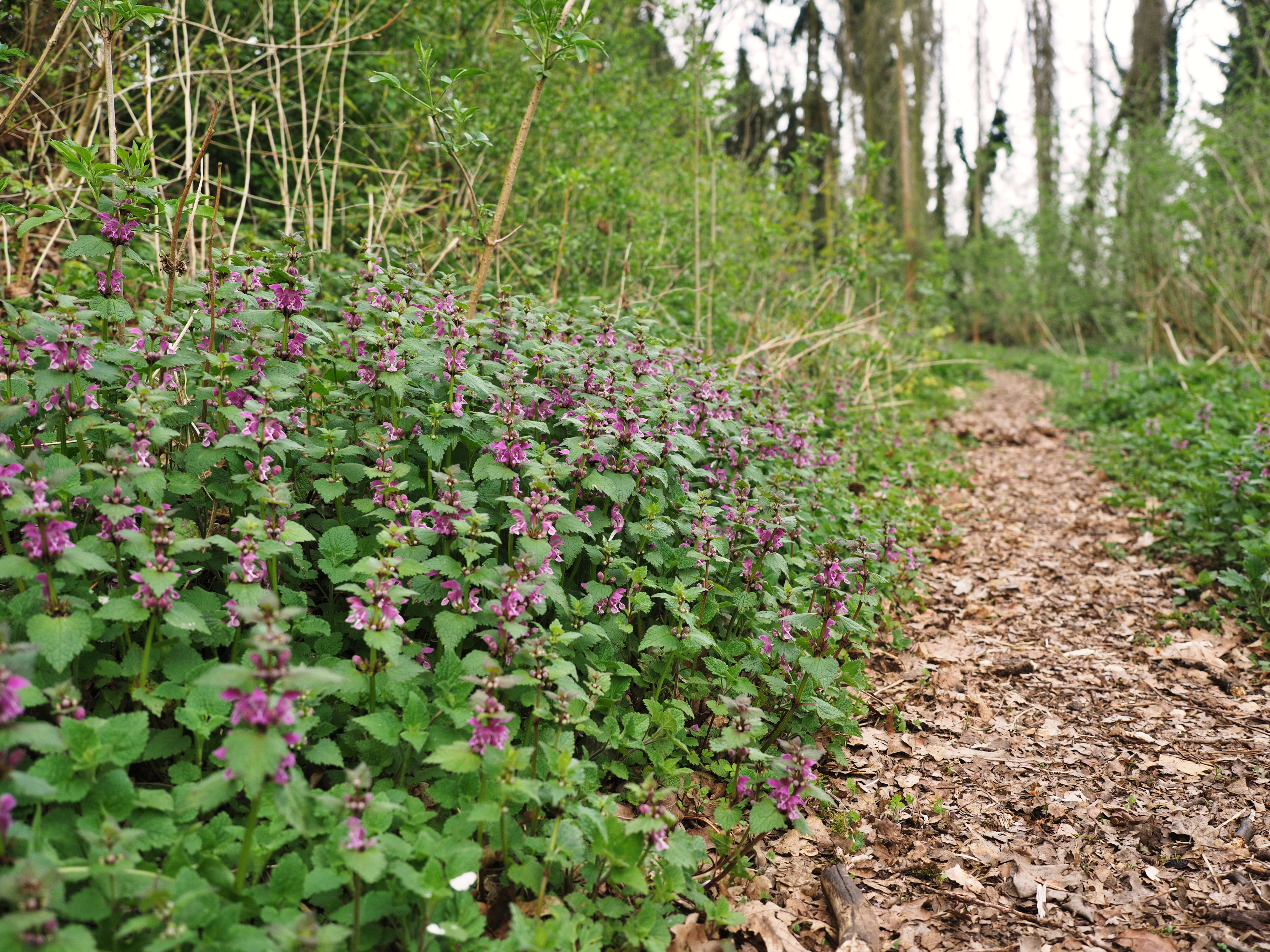
Die Gefleckte Taubnessel steht scharenweise an Wegrändern in lichten Wäldern

Die Gefleckte Taubnessel ist in ganz Mittel- und Südeuropa, sowie West-, Kleinasien und China verbreitet. Es gibt Fundortangaben für Belgien, die Niederlande, Deutschland, Österreich, Schweiz, Italien, Frankreich, das nördliche Spanien, Portugal, die ehemalige Tschechoslowakei, das ehemalige Jugoslawien, Ungarn, Polen, den europäischen Teil von Russland, die Ukraine, Albanien, Bulgarien, Rumänien, Griechenland, die Türkei, den Libanon, das westliche Syrien, Aserbaidschan, Georgien, das Kaukasusvorland, Dagestan und die chinesischen Provinzen Gansu sowie Xinjiang.
Die Gefleckte Taubnessel bevorzugt frische bis feuchte Ruderalstellen. Man findet sie im Halbschatten von Gebüschen und Hecken, an Waldsäumen, Mauern und Straßengräben sowie in frischen Edellaubwäldern. Sie ist von der Ebene bis in Höhenlagen von etwa 2000 Meter anzutreffen.
In den Allgäuer Alpen steigt sie am Westfuß der Krottenspitzen in Bayern bis zu 2120 m Meereshöhe auf. Sie steigt in Tirol bis in eine Höhenlage von 1600 Metern und in den Walliser Alpen bis etwa 2000 Metern auf. Sie ist in Mitteleuropa eine Charakterart des Verbands Aegopodion podagrariae, kommt aber auch in anderen Pflanzengesellschaften der Unterklasse Galio-Urticenea vor.
Die ökologischen Zeigerwerte nach Ellenberg sind: Lichtzahl 5 = Halbschattenpflanze, Temperaturzahl = indifferent, Kontinentalitätszahl 4 = gemäßigtes Seeklima zeigend, Feuchtezahl 6 = Frische- bis Nässezeiger, Feuchtewechsel = keinen Wechsel der Feuchte zeigend, Reaktionszahl 7 = Schwachbasenzeiger, Stickstoffzahl 8 = ausgesprochenen Stickstoffreichtum zeigend, Salzzahl 0 = nicht salzertragend, Schwermetallresistenz nicht schwermetallresistent.
Die ökologischen Zeigerwerte nach Landolt et al. 2010 sind in der Schweiz: Feuchtezahl F = 3+ (feucht), Lichtzahl L = 3 (halbschattig), Reaktionszahl R = 3 (schwach sauer bis neutral), Temperaturzahl T = 3+ (unter-montan und ober-kollin), Nährstoffzahl N = 5 (sehr nährstoffreich bis überdüngt), Kontinentalitätszahl K = 2 (subozeanisch).

## Systematik
Die Erstveröffentlichung der Gefleckten Taubnessel erfolgte 1753 durch Carl von Linné als Lamium album var. maculatum. 1763 erhob sie Linné in der zweiten Auflage von Species Plantarum auf Seite 809 in den Rank einer Art. Synonyme für Lamium maculatum (L.) L. sind: Lamium album var. maculatum L., Lamium laevigatum auct., Lamium maculatum var. kansuense C.Y.Wu & S.J.Hsuan. Das Artepitheton maculatum leitet sich vom lateinischen Wort maculatus für gefleckt ab.

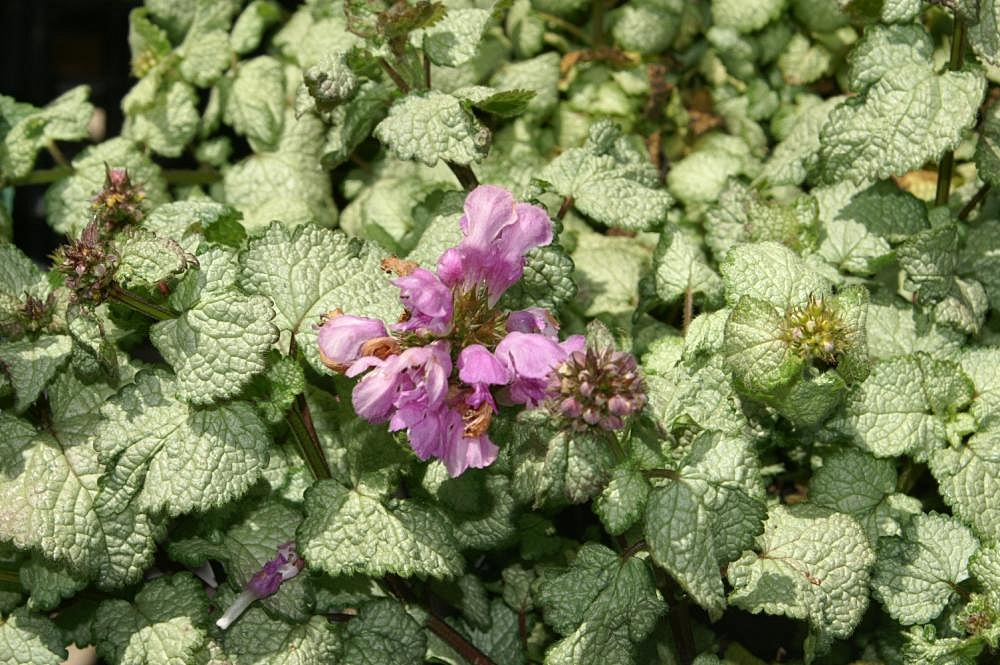
Sorte ‘Beacon Silver’

## Verwendung
Die vegetativen Pflanzenteile der Gefleckten Taubnessel können als gehaltvolles Wildgemüse verzehrt werden. Die Sorten werden als Zierpflanzen in Parks und Gärten verwendet, eignen sich auch für Anpflanzungen in naturnahen Gärten und es gibt zu diesem Zweck zahlreiche, z. B. panaschierte, Kultursorten.